# Gumay
Pour les articles homonymes, voir Guma.
Gumay ou Guma (en oromo : Guumaay) est un woreda de l'ouest de l'Éthiopie situé dans la zone Jimma de la région Oromia. Détaché du woreda Gomma, il a 60 490 habitants en 2007. Son centre administratif est Toba.
Entouré dans la zone Jimma par Gomma, Gera, Sigmo et Setema, le woreda Gumay est bordé au nord par la rivière Didessa qui fait partie du bassin versant du Nil Bleu et qui le sépare du woreda Dedesa de la zone Buno Bedele.
Son chef-lieu, Toba, se trouve sur la route principale Bedele-Jimma, 24 km au nord-ouest d'Agaro,, à environ 1 600 m d'altitude.
Le recensement national de 2007 fait état pour ce woreda d'une population totale de 60 490 habitants dont 9 % de citadins. Avec 5 269 habitants, Toba est la seule agglomération recensée. La plupart des habitants du woreda (95 %) sont musulmans, 4 % sont orthodoxes et moins de 1 % sont protestants.
En 2022, la population du woreda est estimée à 88 133 personnes avec une densité de population de 216 personnes par km2 et 408 km2 de superficie.